# Guillaume Warmuz
Guillaume Warmuz (n. Saint-Vallier, Francia, 22 de mayo de 1970) es un exfutbolista francés. Jugaba de portero y su primer equipo fue Louhans-Cuiseaux.

## Trayectoria
Formado en la ES blanzy en su Departamento natal, coincide la INF vichy con que gana la Copa Gambardella en 1988. Este es que se hace notar por la Olympique de Marsella con que firma su primer contrato profesional.
Se incorporó a las filas del Louhans-Cuiseaux en Ligue 2, y posteriormente al RC Lens, donde se convirtió en uno de los jugadores emblemáticas. En RC Lens ganaría la Ligue 1 1997/98.
En 2002 atravesó una grave crisis de confianza, después de algunos graves errores en el campeonato y en la Copa de Europa, se decide poner su carrera entre paréntesis y de abandonar el RC Lens. Algunas semanas más tarde, se va al Arsenal donde fue suplente.
Luego se iría al AS Monaco, donde jugaría sus últimos dos años antes de retirarse en 2007, a los  37 años luego de variadas lesiones en la rodilla.

## Clubes
| Club              | País       | Año         |
| ----------------- | ---------- | ----------- |
| Louhans-Cuiseaux  | Francia    | 1990 - 1992 |
| RC Lens           | Francia    | 1992 - 2003 |
| Arsenal           | Inglaterra | 2003        |
| Borussia Dortmund | Alemania   | 2003 - 2005 |
| AS Monaco         | Francia    | 2005 - 2007 |

## Palmarés

### Campeonatos nacionales
| Título                     | Club    | País       | Año  |
| -------------------------- | ------- | ---------- | ---- |
| Ligue 1                    | RC Lens | Francia    | 1998 |
| Copa de la Liga de Francia | RC Lens | Francia    | 1999 |
| FA Cup                     | Arsenal | Inglaterra | 2003 |

- Datos: Q897801
- Multimedia: Guillaume Warmuz / Q897801